# Clasificación para el Campeonato Europeo de la UEFA Sub-19 2017
La Clasificación para el Campeonato de Europa Sub-19 de la UEFA 2017 fue el torneo que determinó los clasificados al Campeonato de Europa Sub-19 de la UEFA 2017, realizado en Georgia. La competición constó de dos fases: la primera de ellas, la Ronda de clasificación, inició el 4 de octubre y finalizó el 15 de noviembre de 2016; la segunda, llamada Ronda Élite, se disputó entre el 22 y el 28 de marzo de 2017.
El torneo fue disputado por 53 seleccionados y otorgó siete cupos para el Campeonato de Europa Sub-19, al cual Georgia ya se encontraba clasificado por ser la selección local.

## Equipos participantes

### Sorteo
El sorteo de la Ronda de clasificación se realizó el 3 de diciembre de 2015 en la sede de la UEFA ubicada en Nyon, Suiza. A los fines de determinar la conformación de los bombos, se tomaron los coeficientes UEFA que fueron calculados con base en los resultados de cada selección en las Clasificaciones para los Campeonatos de Europa Sub-19 de la UEFA de los años 2013, 2014 y 2015. España accedió directamente a la Ronda Élite por tener el mayor coeficiente, por lo que no formó parte del sorteo. Las 52 selecciones restantes fueron distribuidas en dos bombos de 26 equipos.
| Bombo A | Bombo A         | Bombo A | Bombo A | Bombo A              | Bombo A |
| #       | Selección       | Coef.   | #       | Selección            | Coef.   |
| ------- | --------------- | ------- | ------- | -------------------- | ------- |
| 1       | Portugal        | 11 167  | 14      | Bélgica              | 6 333   |
| 2       | Serbia          | 10 667  | 15      | Irlanda              | 6 167   |
| 3       | Austria         | 9 833   | 16      | Noruega              | 6 000   |
| 4       | Alemania        | 9 500   | 17      | Suecia               | 6 000   |
| 5       | Rusia           | 9 000   | 18      | Italia               | 5 833   |
| 6       | Turquía         | 9 000   | 19      | Croacia              | 5 833   |
| 7       | Ucrania         | 8 833   | 20      | Eslovaquia           | 5 667   |
| 8       | Francia         | 8 833   | 21      | Escocia              | 5 500   |
| 9       | Países Bajos    | 8 500   | 22      | Suiza                | 5 500   |
| 10      | Inglaterra      | 8 167   | 23      | Israel               | 5 500   |
| 11      | Dinamarca       | 7 000   | 24      | Montenegro           | 5 333   |
| 12      | Grecia          | 6 667   | 25      | Macedonia            | 4 333   |
| 13      | República Checa | 6 667   | 26      | Bosnia y Herzegovina | 4 167   |

| Bombo B | Bombo B           | Bombo B | Bombo B | Bombo B       | Bombo B |
| #       | Selección         | Coef.   | #       | Selección     | Coef.   |
| ------- | ----------------- | ------- | ------- | ------------- | ------- |
| 27      | Bulgaria          | 4 167   | 40      | Eslovenia     | 2 333   |
| 28      | Polonia           | 3 833   | 41      | Finlandia     | 2 000   |
| 29      | Chipre            | 3 833   | 42      | Azerbaiyán    | 1 833   |
| 30      | Gales             | 3 833   | 43      | Bielorrusia   | 1 667   |
| 31      | Hungría           | 3 667   | 44      | Albania       | 1 667   |
| 32      | Lituania          | 3 333   | 45      | Moldavia      | 1 333   |
| 33      | Rumania           | 3 167   | 46      | Luxemburgo    | 1 333   |
| 34      | Estonia           | 2 667   | 47      | Kazajistán    | 0 333   |
| 35      | Irlanda del Norte | 2 667   | 48      | Andorra       | 0 000   |
| 36      | Islandia          | 2 500   | 49      | San Marino    | 0 000   |
| 37      | Letonia           | 2 333   | 50      | Islas Feroe   | 0 000   |
| 38      | Armenia           | 2 333   | 51      | Gibraltar     | 0 000   |
| 39      | Malta             | 2 333   | 52      | Liechtenstein | 0 000   |

Por cuestiones políticas, se determinó que no se presenten las siguientes selecciones en un mismo grupo:
- Azerbaiyán y  Armenia;
- Rusia y  Ucrania.

## Formato de competición
El torneo clasificatorio constó de dos rondas.
En la primera ronda o Ronda de clasificación las 52 selecciones participantes fueron clasificadas en trece grupos de cuatro equipos. Todos los grupos se desarrollaron bajo un sistema de todos contra todos a una sola rueda, determinándose una selección que actuará como sede para todos los partidos de la zona. Los equipos se clasificaron de acuerdo a los puntos obtenidos, otorgados de la siguiente manera:
Si dos o más equipos terminaban sus partidos empatados a puntos, se aplicaban los siguientes criterios de desempate:
1. Mayor cantidad de puntos obtenidos en los partidos entre los equipos en cuestión.
2. Mayor diferencia de goles en los partidos entre los equipos en cuestión.
3. Mayor cantidad de goles marcados en los partidos entre los equipos en cuestión.
4. Mayor diferencia de goles en todos los partidos de grupo.
5. Mayor cantidad de goles marcados en todos los partidos de grupo.
6. Menor cantidad de puntos de juego limpio, calculados basándose en la cantidad total de tarjetas amarillas y rojas recibidas en todos los partidos de grupo, contabilizándose:
  - 1 punto por cada tarjeta amarilla;
  - 3 puntos por cada expulsión producto de dos tarjetas amarillas;
  - 3 puntos por cada expulsión producto de una tarjeta roja.
7. Mejor posición en el Ranking de Coeficientes.
8. Sorteo de la delegación de la UEFA.

Solamente en caso de que dos equipos se enfrentaran en el último partido de la zona y hubieran finalizado en igualdad de condiciones tras haberse aplicado los cinco primeros criterios de desempate, se realizarían tiros desde el punto penal entre ambos para determinar a la selección mejor posicionada.
Al término de todos los partidos de la Ronda de clasificación, las selecciones que se clasificaron en el primer y segundo lugar de sus respectivos grupos, junto con la mejor selección clasificada en tercer lugar, accedieron a la Ronda Élite.
En la Ronda Élite, España se unió a los veintisiete seleccionados procedentes de la Ronda de clasificación, y se conformaron siete grupos de cuatro equipos. Al igual que en la fase anterior, se desarrolló el sistema de todos contra todos a una sola rueda disputándose todos los encuentros del grupo en una sola sede, y se aplicaron los mismos criterios de desempate ante la igualdad en puntos. Finalizados todos los partidos de la Ronda Élite, las selecciones ubicadas en el primer lugar de cada grupo clasificaron al Campeonato de Europa Sub-19 de la UEFA 2018.

## Ronda de clasificación
En cada grupo, los horarios son correspondientes a la hora local del país sede.
     — Clasificados a la Ronda Élite.

### Grupo 1
Sede:  Bélgica
| Selección  | Pts | PJ | PG | PE | PP | GF | GC | Dif |
| ---------- | --- | -- | -- | -- | -- | -- | -- | --- |
| Bélgica    | 5   | 3  | 1  | 2  | 0  | 9  | 4  | 5   |
| Finlandia  | 5   | 3  | 1  | 2  | 0  | 9  | 3  | 6   |
| Rusia      | 5   | 3  | 1  | 2  | 0  | 8  | 3  | 5   |
| Kazajistán | 0   | 3  | 0  | 0  | 3  | 0  | 16 | -16 |

| 6 de octubre de 2016 | Rusia          | 1:1 (0:0) | Finlandia       | Gemeentelijk Sportpark, Tessenderlo                         |                                                             |
| 15:00 (UTC+2)        | Makhatadze 88' | Reporte   | Lappalainen 58' | Asistencia: 100 espectadores Árbitro(s): Sebastian Colțescu | Asistencia: 100 espectadores Árbitro(s): Sebastian Colțescu |

| 6 de octubre de 2016 | Kazajistán | 0:5 (0:3) | Bélgica                                                 | Gemeentelijk Sportstadion, Maasmechelen              |                                                      |
| 19:30 (UTC+2)        |            | Reporte   | Verreth 4' 14' · Vancamp 8' · Vanzeir 55' · Daneels 77' | Asistencia: 600 espectadores Árbitro(s): Enea Jorgji | Asistencia: 600 espectadores Árbitro(s): Enea Jorgji |

| 8 de octubre de 2016 | Bélgica                  | 2:2 (1:1) | Finlandia                     | Gemeentelijk Sportpark, Tessenderlo                    |                                                        |
| 15:00 (UTC+2)        | Vancamp 33' · Faes 90+3' | Reporte   | Soisalo 29' · Lappalainen 72' | Asistencia: 1 010 espectadores Árbitro(s): Enea Jorgji | Asistencia: 1 010 espectadores Árbitro(s): Enea Jorgji |

| 8 de octubre de 2016 | Rusia                                                                   | 5:0 (3:0) | Kazajistán | Mijnstadion, Beringen                                     |                                                           |
| 19:30 (UTC+2)        | Lysov 14' · Galanin 21' · Chalov 44' · Prudnikov 88' · Lomovitski 90+2' | Reporte   |            | Asistencia: 80 espectadores Árbitro(s): Þorvaldur Árnason | Asistencia: 80 espectadores Árbitro(s): Þorvaldur Árnason |

| 11 de octubre de 2016 | Bélgica                     | 2:2 (1:1) | Rusia                                  | Mijnstadion, Beringen                                         |                                                               |
| 19:00 (UTC+2)         | Mangala 19' · Verreth 90+3' | Reporte   | Lomovitski 33' · Makhatadze 50' (pen.) | Asistencia: 1 500 espectadores Árbitro(s): Sebastian Colțescu | Asistencia: 1 500 espectadores Árbitro(s): Sebastian Colțescu |

| 11 de octubre de 2016 | Finlandia                                                            | 6:0 (4:0) | Kazajistán | Gemeentelijk Sportstadion, Maasmechelen                   |                                                           |
| 19:00 (UTC+2)         | Ylätupa 16' 44' · Soisalo 25' · Eremenko 45+2' 65' · Lappalainen 46' | Reporte   |            | Asistencia: 40 espectadores Árbitro(s): Þorvaldur Árnason | Asistencia: 40 espectadores Árbitro(s): Þorvaldur Árnason |

### Grupo 2
Sede:  Países Bajos
| Selección    | Pts | PJ | PG | PE | PP | GF | GC | Dif |
| ------------ | --- | -- | -- | -- | -- | -- | -- | --- |
| Países Bajos | 9   | 3  | 3  | 0  | 0  | 7  | 1  | 6   |
| Noruega      | 6   | 3  | 2  | 0  | 1  | 12 | 2  | 10  |
| Rumania      | 3   | 3  | 1  | 0  | 2  | 8  | 5  | 3   |
| San Marino   | 0   | 3  | 0  | 0  | 3  | 0  | 19 | -19 |

| 6 de octubre de 2016 | San Marino | 0:9 (0:4) | Noruega                                                                                     | Sportpark Het Midden, Vriezenveen                    |                                                      |
| 17:00 (UTC+2)        |            | Reporte   | Ajer 14' (pen.) · Risa 19' 32' 48' 56' 76' · Hansson 38' · Agouda 62' · Giorgini 83' (a.g.) | Asistencia: 150 espectadores Árbitro(s): Ádám Farkas | Asistencia: 150 espectadores Árbitro(s): Ádám Farkas |

| 6 de octubre de 2016 | Países Bajos                   | 2:1 (2:1) | Rumania   | Sportpark De Boshoek, Hardenberg                       |                                                        |
| 19:30 (UTC+2)        | Bijleveld 45' · Dilrosun 45+1' | Reporte   | Petre 14' | Asistencia: 350 espectadores Árbitro(s): Steven McLean | Asistencia: 350 espectadores Árbitro(s): Steven McLean |

| 8 de octubre de 2016 | Noruega                            | 3:1 (1:0) | Rumania | Sportpark De Boshoek, Hardenberg                     |                                                      |
| 15:00 (UTC+2)        | Roseth 14' · Ajer 86' · Grødem 90' | Reporte   | Man 68' | Asistencia: 150 espectadores Árbitro(s): Ádám Farkas | Asistencia: 150 espectadores Árbitro(s): Ádám Farkas |

| 8 de octubre de 2016 | Países Bajos                             | 4:0 (1:0) | San Marino | Sportpark Het Midden, Vriezenveen                       |                                                         |
| 18:00 (UTC+2)        | Velanas 3' · Sierhuis 64' 67' 78' (pen.) | Reporte   |            | Asistencia: 650 espectadores Árbitro(s): Vitaly Meshkov | Asistencia: 650 espectadores Árbitro(s): Vitaly Meshkov |

| 11 de octubre de 2016 | Noruega | 0:1 (0:1) | Países Bajos | Sportpark De Boshoek, Hardenberg                       |                                                        |
| 19:30 (UTC+2)         |         | Reporte   | Dilrosun 5'  | Asistencia: 900 espectadores Árbitro(s): Steven McLean | Asistencia: 900 espectadores Árbitro(s): Steven McLean |

| 11 de octubre de 2016 | Rumania                                      | 6:0 (3:0) | San Marino | Sportpark Het Midden, Vriezenveen                      |                                                        |
| 19:30 (UTC+2)         | Coman 23' 51' · Hagi 26' 56' 81' · Petre 37' | Reporte   |            | Asistencia: 80 espectadores Árbitro(s): Vitaly Meshkov | Asistencia: 80 espectadores Árbitro(s): Vitaly Meshkov |

### Grupo 3
Sede:  Andorra
| Selección     | Pts | PJ | PG | PE | PP | GF | GC | Dif |
| ------------- | --- | -- | -- | -- | -- | -- | -- | --- |
| Israel        | 9   | 3  | 3  | 0  | 0  | 9  | 2  | 7   |
| Escocia       | 6   | 3  | 2  | 0  | 1  | 2  | 1  | 1   |
| Andorra       | 3   | 3  | 1  | 0  | 2  | 6  | 6  | 0   |
| Liechtenstein | 0   | 3  | 0  | 0  | 3  | 2  | 10 | -8  |

| 25 de octubre de 2016 | Liechtenstein | 0:1 (0:1) | Escocia  | Centro de Entrenamiento de la FAF, Santa Coloma    |                                                    |
| 11:30 (UTC+2)         |               | Reporte   | Shaw 10' | Asistencia: 50 espectadores Árbitro(s): Pavel Orel | Asistencia: 50 espectadores Árbitro(s): Pavel Orel |

| 25 de octubre de 2016 | Israel                                        | 3:2 (2:0) | Andorra                             | Estadio Comunal, Andorra la Vieja                      |                                                        |
| 16:00 (UTC+2)         | Khalaila 18' · Asefa 21' · Mahamid 86' (pen.) | Reporte   | A. Martínez Palau 54' · Pomares 73' | Asistencia: 200 espectadores Árbitro(s): Ali Palabıyık | Asistencia: 200 espectadores Árbitro(s): Ali Palabıyık |

| 27 de octubre de 2016 | Israel                                                   | 5:0 (3:0) | Liechtenstein | Centro de Entrenamiento de la FAF, Santa Coloma       |                                                       |
| 11:30 (UTC+2)         | Mahamid 15' 43' · Altman 28' · Khalaila 60' · Najjar 73' | Reporte   |               | Asistencia: 30 espectadores Árbitro(s): Juri Frischer | Asistencia: 30 espectadores Árbitro(s): Juri Frischer |

| 27 de octubre de 2016 | Escocia           | 1:0 (1:0) | Andorra | Estadio Comunal, Andorra la Vieja                   |                                                     |
| 16:00 (UTC+2)         | Hornby 40' (pen.) | Reporte   |         | Asistencia: 280 espectadores Árbitro(s): Pavel Orel | Asistencia: 280 espectadores Árbitro(s): Pavel Orel |

| 30 de octubre de 2016 | Escocia | 0:1 (0:1) | Israel       | Centro de Entrenamiento de la FAF, Santa Coloma       |                                                       |
| 12:00 (UTC+1)         |         | Reporte   | Abu Fani 14' | Asistencia: 60 espectadores Árbitro(s): Ali Palabıyık | Asistencia: 60 espectadores Árbitro(s): Ali Palabıyık |

| 30 de octubre de 2016 | Andorra                                                                              | 4:2 (3:0) | Liechtenstein          | Estadio Comunal, Andorra la Vieja                      |                                                        |
| 12:00 (UTC+1)         | Fernández Betriu 27' · Torres Vila 30' · Quaderer 38' (a.g.) · A. Martínez Palau 87' | Reporte   | Marxer 77' · Frick 90' | Asistencia: 350 espectadores Árbitro(s): Juri Frischer | Asistencia: 350 espectadores Árbitro(s): Juri Frischer |

### Grupo 4
Sede:  Albania
| Selección | Pts | PJ | PG | PE | PP | GF | GC | Dif |
| --------- | --- | -- | -- | -- | -- | -- | -- | --- |
| Alemania  | 9   | 3  | 3  | 0  | 0  | 12 | 2  | 10  |
| Irlanda   | 6   | 3  | 2  | 0  | 1  | 6  | 4  | 2   |
| Albania   | 3   | 3  | 1  | 0  | 2  | 3  | 4  | -1  |
| Gibraltar | 0   | 3  | 0  | 0  | 3  | 0  | 11 | -11 |

| 6 de octubre de 2016 | Albania | 0:1 (0:1) | Irlanda          | Estadio Selman Stërmasi, Tirana                        |                                                        |
| 12:00 (UTC+2)        |         | Reporte   | Ronan 43' (pen.) | Asistencia: 250 espectadores Árbitro(s): Antti Munukka | Asistencia: 250 espectadores Árbitro(s): Antti Munukka |

| 6 de octubre de 2016 | Alemania                                                  | 5:0 (1:0) | Gibraltar | Estadio Niko Dovana, Durrës                             |                                                         |
| 14:00 (UTC+2)        | Eggestein 38' · Gül 48' · Baku 84' 90+3' · I. Touré 90+6' | Reporte   |           | Asistencia: 100 espectadores Árbitro(s): Boris Marhefka | Asistencia: 100 espectadores Árbitro(s): Boris Marhefka |

| 8 de octubre de 2016 | Irlanda                                                 | 5:0 (2:0) | Gibraltar | Estadio Niko Dovana, Durrës                             |                                                         |
| 12:00 (UTC+2)        | Hale 21' · Kinsella 36' · Leahy 79' 90+1' · Barrett 84' | Reporte   |           | Asistencia: 150 espectadores Árbitro(s): Boris Marhefka | Asistencia: 150 espectadores Árbitro(s): Boris Marhefka |

| 8 de octubre de 2016 | Alemania                                | 3:2 (3:0) | Albania               | Estadio Selman Stërmasi, Tirana                         |                                                         |
| 14:00 (UTC+2)        | Köhlert 8' · Shipnoski 33' · Baku 45+1' | Reporte   | Zeka 78' (pen.) 90+2' | Asistencia: 250 espectadores Árbitro(s): Sergejus Slyva | Asistencia: 250 espectadores Árbitro(s): Sergejus Slyva |

| 11 de octubre de 2016 | Irlanda | 0:4 (0:3) | Alemania                                      | Estadio Niko Dovana, Durrës                            |                                                        |
| 14:00 (UTC+2)         |         | Reporte   | Schmidt 24' (pen.) 52' 55' (pen.) · Busam 65' | Asistencia: 100 espectadores Árbitro(s): Antti Munukka | Asistencia: 100 espectadores Árbitro(s): Antti Munukka |

| 11 de octubre de 2016 | Gibraltar | 0:1 (0:1) | Albania | Estadio Selman Stërmasi, Tirana                         |                                                         |
| 14:00 (UTC+2)         |           | Reporte   | Zeka 8' | Asistencia: 200 espectadores Árbitro(s): Sergejus Slyva | Asistencia: 200 espectadores Árbitro(s): Sergejus Slyva |

### Grupo 5
Sede:  Lituania
| Selección            | Pts | PJ | PG | PE | PP | GF | GC | Dif |
| -------------------- | --- | -- | -- | -- | -- | -- | -- | --- |
| Austria              | 9   | 3  | 3  | 0  | 0  | 10 | 4  | 6   |
| Bosnia y Herzegovina | 6   | 3  | 2  | 0  | 1  | 6  | 4  | 2   |
| Azerbaiyán           | 3   | 3  | 1  | 0  | 2  | 4  | 6  | -2  |
| Lituania             | 0   | 3  | 0  | 0  | 3  | 2  | 8  | -6  |

| 4 de octubre de 2016 | Austria                                     | 4:1 (1:1) | Azerbaiyán     | Estadio Sūduva, Marijampolė                             |                                                         |
| 13:00 (UTC+2)        | Jakupović 23' 66' · Kogler 46' · Lovrič 81' | Reporte   | Krivotsyuk 41' | Asistencia: 50 espectadores Árbitro(s): Jonathan Lardot | Asistencia: 50 espectadores Árbitro(s): Jonathan Lardot |

| 4 de octubre de 2016 | Lituania | 0:3 (0:2) | Bosnia y Herzegovina                         | Estadio Alytus, Alytus                                  |                                                         |
| 16:00 (UTC+2)        |          | Reporte   | Žerić 22' · Nikić 39' · Demirović 82' (pen.) | Asistencia: 500 espectadores Árbitro(s): Georgi Kabakov | Asistencia: 500 espectadores Árbitro(s): Georgi Kabakov |

| 6 de octubre de 2016 | Bosnia y Herzegovina    | 2:1 (1:0) | Azerbaiyán   | Estadio Sūduva, Marijampolė                             |                                                         |
| 13:00 (UTC+2)        | Suljić 39' · Hadžić 81' | Reporte   | Khachaev 68' | Asistencia: 50 espectadores Árbitro(s): Jonathan Lardot | Asistencia: 50 espectadores Árbitro(s): Jonathan Lardot |

| 6 de octubre de 2016 | Austria                               | 3:2 (2:1) | Lituania              | Estadio Alytus, Alytus                                  |                                                         |
| 16:00 (UTC+2)        | Hainka 9' · Jakupović 13' · Arase 67' | Reporte   | Medelinskas 21' 90+4' | Asistencia: 400 espectadores Árbitro(s): Georgios Kizas | Asistencia: 400 espectadores Árbitro(s): Georgios Kizas |

| 9 de octubre de 2016 | Bosnia y Herzegovina | 1:3 (1:1) | Austria                                      | Estadio Sūduva, Marijampolė                            |                                                        |
| 13:00 (UTC+2)        | Hadžić 6'            | Reporte   | Lovrič 33' (pen.) · Danso 50' · Tüccar 90+3' | Asistencia: 50 espectadores Árbitro(s): Georgi Kabakov | Asistencia: 50 espectadores Árbitro(s): Georgi Kabakov |

| 9 de octubre de 2016 | Azerbaiyán                  | 2:0 (2:0) | Lituania | Estadio Alytus, Alytus                                  |                                                         |
| 13:00 (UTC+2)        | Nəbiyev 33' · Muradov 45+1' | Reporte   |          | Asistencia: 250 espectadores Árbitro(s): Georgios Kizas | Asistencia: 250 espectadores Árbitro(s): Georgios Kizas |

### Grupo 6
Sede:  Gales
| Selección  | Pts | PJ | PG | PE | PP | GF | GC | Dif |
| ---------- | --- | -- | -- | -- | -- | -- | -- | --- |
| Inglaterra | 6   | 3  | 2  | 0  | 1  | 6  | 3  | 3   |
| Grecia     | 6   | 3  | 2  | 0  | 1  | 7  | 2  | 5   |
| Gales      | 6   | 3  | 2  | 0  | 1  | 9  | 6  | 3   |
| Luxemburgo | 0   | 3  | 0  | 0  | 3  | 2  | 13 | -11 |

| 10 de noviembre de 2016 | Gales | 0:2 (0:0) | Grecia                    | Racecourse Ground, Wrexham                               |                                                          |
| 16:00 (UTC+1)           |       | Reporte   | Mingos 59' · Nikolaou 78' | Asistencia: 131 espectadores Árbitro(s): Ivaylo Stoyanov | Asistencia: 131 espectadores Árbitro(s): Ivaylo Stoyanov |

| 10 de noviembre de 2016 | Inglaterra                  | 2:0 (1:0) | Luxemburgo | Belle Vue, Rhyl                                         |                                                         |
| 18:00 (UTC+1)           | Mavididi 3' · Sessegnon 80' | Reporte   |            | Asistencia: 183 espectadores Árbitro(s): Donatas Rumšas | Asistencia: 183 espectadores Árbitro(s): Donatas Rumšas |

| 12 de noviembre de 2016 | Grecia                                         | 5:0 (3:0) | Luxemburgo | Belle Vue, Rhyl                                          |                                                          |
| 16:00 (UTC+1)           | Limnios 1' 21' · Mingos 15' · Pavlidis 67' 74' | Reporte   |            | Asistencia: 120 espectadores Árbitro(s): Ivaylo Stoyanov | Asistencia: 120 espectadores Árbitro(s): Ivaylo Stoyanov |

| 12 de noviembre de 2016 | Inglaterra                                         | 2:3 (0:1) | Gales                                    | Nantporth, Bangor                                      |                                                        |
| 18:00 (UTC+1)           | M. Harris 63' (a.g.) · Alexander-Arnold 73' (pen.) | Reporte   | Broadhead 34' (pen.) 75' · M. Harris 61' | Asistencia: 732 espectadores Árbitro(s): Benoît Millot | Asistencia: 732 espectadores Árbitro(s): Benoît Millot |

| 15 de noviembre de 2016 | Grecia | 0:2 (0:1) | Inglaterra                                 | Belle Vue, Rhyl                                        |                                                        |
| 18:00 (UTC+1)           |        | Reporte   | Alexander-Arnold 20' (pen.) · Chalobah 63' | Asistencia: 260 espectadores Árbitro(s): Benoît Millot | Asistencia: 260 espectadores Árbitro(s): Benoît Millot |

| 15 de noviembre de 2016 | Luxemburgo                                | 2:6 (2:2) | Gales                                                 | Nantporth, Bangor                                       |                                                         |
| 18:00 (UTC+1)           | Albuquerque 4' · Brandenburger 35' (pen.) | Reporte   | Woodburn 21' 50' · Broadhead 38' 71' 81' · Cullen 54' | Asistencia: 592 espectadores Árbitro(s): Donatas Rumšas | Asistencia: 592 espectadores Árbitro(s): Donatas Rumšas |

### Grupo 7
Sede:  Armenia
| Selección | Pts | PJ | PG | PE | PP | GF | GC | Dif |
| --------- | --- | -- | -- | -- | -- | -- | -- | --- |
| Italia    | 7   | 3  | 2  | 1  | 0  | 4  | 2  | 2   |
| Hungría   | 6   | 3  | 2  | 0  | 1  | 6  | 2  | 4   |
| Suiza     | 4   | 3  | 1  | 1  | 1  | 6  | 3  | 3   |
| Armenia   | 0   | 3  | 0  | 0  | 3  | 1  | 10 | -9  |

| 10 de noviembre de 2016 | Suiza                                             | 4:0 (2:0) | Armenia | Estadio Banants, Ereván                                |                                                        |
| 12:00 (UTC+1)           | Schmid 15' · Muheim 25' · Domgjoni 58' · Qela 70' | Reporte   |         | Asistencia: 855 espectadores Árbitro(s): Danilo Grujić | Asistencia: 855 espectadores Árbitro(s): Danilo Grujić |

| 10 de noviembre de 2016 | Hungría | 0:1 (0:0) | Italia      | Estadio de la Academia, Ereván                            |                                                           |
| 15:00 (UTC+1)           |         | Reporte   | Cutrone 70' | Asistencia: 152 espectadores Árbitro(s): Andris Treimanis | Asistencia: 152 espectadores Árbitro(s): Andris Treimanis |

| 12 de noviembre de 2016 | Italia                               | 2:1 (1:0) | Armenia       | Estadio Banants, Ereván                                |                                                        |
| 12:00 (UTC+1)           | Cutrone 13' · Marchizza 90+3' (pen.) | Reporte   | Petrosyan 81' | Asistencia: 670 espectadores Árbitro(s): Danilo Grujić | Asistencia: 670 espectadores Árbitro(s): Danilo Grujić |

| 12 de noviembre de 2016 | Suiza                  | 1:2 (0:0) | Hungría             | Estadio de la Academia, Ereván                            |                                                           |
| 15:00 (UTC+1)           | Guillemenot 62' (pen.) | Reporte   | Tóth 55' 85' (pen.) | Asistencia: 70 espectadores Árbitro(s): Ola Hobber Nilsen | Asistencia: 70 espectadores Árbitro(s): Ola Hobber Nilsen |

| 15 de noviembre de 2016 | Italia     | 1:1 (1:1) | Suiza           | Estadio Banants, Ereván                                   |                                                           |
| 12:00 (UTC+1)           | Gabbia 16' | Reporte   | Guillemenot 37' | Asistencia: 200 espectadores Árbitro(s): Andris Treimanis | Asistencia: 200 espectadores Árbitro(s): Andris Treimanis |

| 15 de noviembre de 2016 | Armenia | 0:4 (0:2) | Hungría                                                    | Estadio de la Academia, Ereván                             |                                                            |
| 12:00 (UTC+1)           |         | Reporte   | Harutyunyan 18' (a.g.) · Bíró 25' · Kleisz 87' · Szabó 90' | Asistencia: 300 espectadores Árbitro(s): Ola Hobber Nilsen | Asistencia: 300 espectadores Árbitro(s): Ola Hobber Nilsen |

### Grupo 8
Sede:  Bulgaria
| Selección   | Pts | PJ | PG | PE | PP | GF | GC | Dif |
| ----------- | --- | -- | -- | -- | -- | -- | -- | --- |
| Bulgaria    | 6   | 3  | 2  | 0  | 1  | 4  | 2  | 2   |
| Portugal    | 4   | 3  | 1  | 1  | 1  | 3  | 3  | 0   |
| Bielorrusia | 4   | 3  | 1  | 1  | 1  | 2  | 6  | -4  |
| Dinamarca   | 3   | 3  | 1  | 0  | 2  | 7  | 5  | 2   |

| 10 de noviembre de 2016 | Bulgaria          | 1:0 (1:0) | Portugal | Estadio Hadzhi Dimitar, Sliven                            |                                                           |
| 10:00 (UTC+1)           | Vieira 21' (a.g.) | Reporte   |          | Asistencia: 200 espectadores Árbitro(s): Alexander Harkam | Asistencia: 200 espectadores Árbitro(s): Alexander Harkam |

| 10 de noviembre de 2016 | Dinamarca                                              | 5:0 (4:0) | Bielorrusia | Trace Arena, Stara Zagora                                |                                                          |
| 13:30 (UTC+1)           | Mortensen 9' · Buur 18' · Kabongo 38' · Larsen 39' 60' | Reporte   |             | Asistencia: 50 espectadores Árbitro(s): Adrien Jaccottet | Asistencia: 50 espectadores Árbitro(s): Adrien Jaccottet |

| 12 de noviembre de 2016 | Portugal          | 1:1 (0:0) | Bielorrusia           | Estadio Hadzhi Dimitar, Sliven                            |                                                           |
| 10:00 (UTC+1)           | Miguel Luís 90+1' | Reporte   | Lisakovich 79' (pen.) | Asistencia: 150 espectadores Árbitro(s): Adrien Jaccottet | Asistencia: 150 espectadores Árbitro(s): Adrien Jaccottet |

| 12 de noviembre de 2016 | Dinamarca     | 1:3 (1:1) | Bulgaria                     | Estadio Hadzhi Dimitar, Sliven                             |                                                            |
| 13:30 (UTC+1)           | Marcussen 11' | Reporte   | Tilev 21' · Yordanov 64' 80' | Asistencia: 400 espectadores Árbitro(s): Mohammed Al-Hakim | Asistencia: 400 espectadores Árbitro(s): Mohammed Al-Hakim |

| 15 de noviembre de 2016 | Portugal                          | 2:1 (0:0) | Dinamarca    | Trace Arena, Stara Zagora                                |                                                          |
| 13:00 (UTC+1)           | Dias 79' (pen.) · Miguel Luís 88' | Reporte   | Ramkilde 50' | Asistencia: 50 espectadores Árbitro(s): Alexander Harkam | Asistencia: 50 espectadores Árbitro(s): Alexander Harkam |

| 15 de noviembre de 2016 | Bielorrusia | 1:0 (0:0) | Bulgaria | Estadio Hadzhi Dimitar, Sliven                             |                                                            |
| 13:00 (UTC+1)           | Bakhar 83'  | Reporte   |          | Asistencia: 200 espectadores Árbitro(s): Mohammed Al-Hakim | Asistencia: 200 espectadores Árbitro(s): Mohammed Al-Hakim |

### Grupo 9
Sede:  República Checa
| Selección       | Pts | PJ | PG | PE | PP | GF | GC | Dif |
| --------------- | --- | -- | -- | -- | -- | -- | -- | --- |
| Francia         | 7   | 3  | 2  | 1  | 0  | 7  | 1  | 6   |
| República Checa | 6   | 3  | 2  | 0  | 1  | 7  | 3  | 4   |
| Eslovenia       | 4   | 3  | 1  | 1  | 1  | 7  | 3  | 4   |
| Estonia         | 0   | 3  | 0  | 0  | 3  | 0  | 14 | -14 |

| 6 de octubre de 2016 | Francia      | 1:1 (0:0) | Eslovenia  | Estadio Letní, Chomutov                                |                                                        |
| 14:30 (UTC+2)        | Souici 90+1' | Reporte   | Mlakar 68' | Asistencia: 132 espectadores Árbitro(s): Andrew Dallas | Asistencia: 132 espectadores Árbitro(s): Andrew Dallas |

| 6 de octubre de 2016 | Estonia | 0:5 (0:1) | República Checa                                       | Na Stínadlech, Teplice                                 |                                                        |
| 17:00 (UTC+2)        |         | Reporte   | Turyna 17' 70' · Köstl 65' · Šašinka 85' · Chvěja 89' | Asistencia: 428 espectadores Árbitro(s): Bojan Pandžić | Asistencia: 428 espectadores Árbitro(s): Bojan Pandžić |

| 8 de octubre de 2016 | Francia                                          | 4:0 (1:0) | Estonia | Na Stínadlech, Teplice                                 |                                                        |
| 14:30 (UTC+2)        | Boutobba 8' · Édouard 63' (pen.) 77' · Ikoné 76' | Reporte   |         | Asistencia: 116 espectadores Árbitro(s): Bojan Pandžić | Asistencia: 116 espectadores Árbitro(s): Bojan Pandžić |

| 8 de octubre de 2016 | República Checa          | 2:1 (2:1) | Eslovenia | Městský stadion, Ústí nad Labem                        |                                                        |
| 17:00 (UTC+2)        | Sadílek 7' · Šašinka 16' | Reporte   | Novak 4'  | Asistencia: 204 espectadores Árbitro(s): Tiago Martins | Asistencia: 204 espectadores Árbitro(s): Tiago Martins |

| 11 de octubre de 2016 | República Checa | 0:2 (0:1) | Francia                    | Městský stadion, Ústí nad Labem                        |                                                        |
| 17:00 (UTC+2)         |                 | Reporte   | Boutobba 20' · Édouard 66' | Asistencia: 446 espectadores Árbitro(s): Andrew Dallas | Asistencia: 446 espectadores Árbitro(s): Andrew Dallas |

| 11 de octubre de 2016 | Eslovenia                                                 | 5:0 (3:0) | Estonia | Estadio Letní, Chomutov                               |                                                       |
| 17:00 (UTC+2)         | Mlakar 18' · Sredojevič 24' 59' · Čoralič 27' · Žižek 87' | Reporte   |         | Asistencia: 69 espectadores Árbitro(s): Tiago Martins | Asistencia: 69 espectadores Árbitro(s): Tiago Martins |

### Grupo 10
Sede:  Serbia
| Selección | Pts | PJ | PG | PE | PP | GF | GC | Dif |
| --------- | --- | -- | -- | -- | -- | -- | -- | --- |
| Suecia    | 9   | 3  | 3  | 0  | 0  | 8  | 2  | 6   |
| Serbia    | 6   | 3  | 2  | 0  | 1  | 5  | 3  | 2   |
| Malta     | 3   | 3  | 1  | 0  | 2  | 1  | 5  | -4  |
| Moldavia  | 0   | 3  | 0  | 0  | 3  | 0  | 4  | -4  |

| 9 de noviembre de 2016 | Suecia                                                       | 4:0 (2:0) | Malta | Estadio Zemun, Belgrado                                |                                                        |
| 14:00 (UTC+1)          | Lidberg 2' · Isherwood 17' · Hadžikadunić 66' · Gyökeres 87' | Reporte   |       | Asistencia: 100 espectadores Árbitro(s): Kristo Tohver | Asistencia: 100 espectadores Árbitro(s): Kristo Tohver |

| 9 de noviembre de 2016 | Moldavia | 0:2 (0:0) | Serbia                  | Centro deportivo de la FSS, Stara Pazova              |                                                       |
| 14:00 (UTC+1)          |          | Reporte   | Dinga 83' · Nišić 90+4' | Asistencia: 100 espectadores Árbitro(s): Tim Marshall | Asistencia: 100 espectadores Árbitro(s): Tim Marshall |

| 11 de noviembre de 2016 | Suecia      | 1:0 (1:0) | Moldavia | Centro deportivo de la FSS, Stara Pazova                           |                                                                    |
| 14:00 (UTC+1)           | Lidberg 26' | Reporte   |          | Asistencia: 200 espectadores Árbitro(s): Peter Kjærsgaard-Andersen | Asistencia: 200 espectadores Árbitro(s): Peter Kjærsgaard-Andersen |

| 11 de noviembre de 2016 | Serbia         | 1:0 (1:0) | Malta | Centro deportivo de la FSS, Stara Pazova              |                                                       |
| 17:15 (UTC+1)           | Zlatanović 22' | Reporte   |       | Asistencia: 200 espectadores Árbitro(s): Tim Marshall | Asistencia: 200 espectadores Árbitro(s): Tim Marshall |

| 14 de noviembre de 2016 | Serbia                         | 2:3 (1:1) | Suecia                                       | Centro deportivo de la FSS, Stara Pazova               |                                                        |
| 14:00 (UTC+1)           | Birmančević 28' · Vlahović 55' | Reporte   | Degerlund 42' · Karlsson 82' · Lidberg 90+1' | Asistencia: 200 espectadores Árbitro(s): Kristo Tohver | Asistencia: 200 espectadores Árbitro(s): Kristo Tohver |

| 14 de noviembre de 2016 | Malta         | 1:0 (0:0) | Moldavia | Estadio Zemun, Belgrado                                           |                                                                   |
| 14:00 (UTC+1)           | Friggieri 72' | Reporte   |          | Asistencia: 50 espectadores Árbitro(s): Peter Kjærsgaard-Andersen | Asistencia: 50 espectadores Árbitro(s): Peter Kjærsgaard-Andersen |

### Grupo 11
Sede:  Polonia
| Selección         | Pts | PJ | PG | PE | PP | GF | GC | Dif |
| ----------------- | --- | -- | -- | -- | -- | -- | -- | --- |
| Eslovaquia        | 9   | 3  | 3  | 0  | 0  | 4  | 0  | 4   |
| Polonia           | 6   | 3  | 2  | 0  | 1  | 7  | 1  | 6   |
| Irlanda del Norte | 3   | 3  | 1  | 0  | 2  | 2  | 5  | -3  |
| Macedonia         | 0   | 3  | 0  | 0  | 3  | 1  | 8  | -7  |

| 6 de octubre de 2016 | Irlanda del Norte | 0:1 (0:1) | Eslovaquia         | Estadio municipal, Toruń                                              |                                                                       |
| 11:00 (UTC+2)        |                   | Reporte   | D. King 37' (a.g.) | Asistencia: 50 espectadores Árbitro(s): Mads-Kristoffer Kristoffersen | Asistencia: 50 espectadores Árbitro(s): Mads-Kristoffer Kristoffersen |

| 6 de octubre de 2016 | Macedonia | 0:4 (0:0) | Polonia                                        | Estadio municipal, Szubin                            |                                                      |
| 15:30 (UTC+2)        |           | Reporte   | Jóźwiak 48' · Wojtkowski 65' 69' · Tomczyk 82' | Asistencia: 817 espectadores Árbitro(s): Alain Bieri | Asistencia: 817 espectadores Árbitro(s): Alain Bieri |

| 8 de octubre de 2016 | Macedonia | 1:2 (0:0) | Irlanda del Norte       | Estadio municipal olímpico, Inowrocław                   |                                                          |
| 11:00 (UTC+2)        | Elmas 60' | Reporte   | McKee 59' · McClean 90' | Asistencia: 100 espectadores Árbitro(s): Erik Lambrechts | Asistencia: 100 espectadores Árbitro(s): Erik Lambrechts |

| 8 de octubre de 2016 | Eslovaquia | 1:0 (0:0) | Polonia | Estadio municipal olímpico, Inowrocław                 |                                                        |
| 15:30 (UTC+2)        | Tupta 86'  | Reporte   |         | Asistencia: 1 380 espectadores Árbitro(s): Alain Bieri | Asistencia: 1 380 espectadores Árbitro(s): Alain Bieri |

| 11 de octubre de 2016 | Eslovaquia                      | 2:0 (0:0) | Macedonia | Estadio municipal, Szubin                                              |                                                                        |
| 15:30 (UTC+2)         | Baumgartner 55' · Jedinák 90+3' | Reporte   |           | Asistencia: 150 espectadores Árbitro(s): Mads-Kristoffer Kristoffersen | Asistencia: 150 espectadores Árbitro(s): Mads-Kristoffer Kristoffersen |

| 11 de octubre de 2016                                                                                         | Polonia        | 3:0 Otorgado | Irlanda del Norte | Estadio municipal, Toruń                                 |                                                          |
| 15:30 (UTC+2)                                                                                                 | Schikowski 60' | Reporte      |                   | Asistencia: 900 espectadores Árbitro(s): Erik Lambrechts | Asistencia: 900 espectadores Árbitro(s): Erik Lambrechts |
| El partido había terminado originalmente 1:0. Posteriormente, la UEFA otorgó el triunfo a Polonia.[¿Por qué?] |                |              |                   |                                                          |                                                          |

### Grupo 12
Sede:  Montenegro
| Selección   | Pts | PJ | PG | PE | PP | GF | GC | Dif |
| ----------- | --- | -- | -- | -- | -- | -- | -- | --- |
| Croacia     | 9   | 3  | 3  | 0  | 0  | 11 | 1  | 10  |
| Chipre      | 6   | 3  | 2  | 0  | 1  | 2  | 4  | -2  |
| Islas Feroe | 3   | 3  | 1  | 0  | 2  | 2  | 7  | -5  |
| Montenegro  | 0   | 3  | 0  | 0  | 3  | 2  | 5  | -3  |

| 9 de noviembre de 2016 | Croacia                                        | 4:0 (1:0) | Chipre | Campo de fútbol de la FSCG, Podgorica                    |                                                          |
| 12:00 (UTC+1)          | Lovren 37' · Soldo 52' · Majić 60' · Majer 61' | Reporte   |        | Asistencia: 40 espectadores Árbitro(s): Daniel Stefański | Asistencia: 40 espectadores Árbitro(s): Daniel Stefański |

| 9 de noviembre de 2016 | Islas Feroe                | 2:1 (0:1) | Montenegro  | Stadion Pod Malim Brdom, Petrovac                     |                                                       |
| 12:00 (UTC+1)          | Agnarsson 49' · Muller 59' | Reporte   | Drinčić 36' | Asistencia: 175 espectadores Árbitro(s): Andrew Davey | Asistencia: 175 espectadores Árbitro(s): Andrew Davey |

| 11 de noviembre de 2016 | Croacia                                                        | 5:0 (2:0) | Islas Feroe | Campo de fútbol de la FSCG, Podgorica                |                                                      |
| 12:00 (UTC+1)           | Soldo 32' · Brekalo 37' · Kulenović 58' · Gjira 71' · Moro 85' | Reporte   |             | Asistencia: 50 espectadores Árbitro(s): Andrew Davey | Asistencia: 50 espectadores Árbitro(s): Andrew Davey |

| 11 de noviembre de 2016 | Montenegro | 0:1 (0:0) | Chipre       | Stadion Pod Malim Brdom, Petrovac                            |                                                              |
| 12:00 (UTC+1)           |            | Reporte   | Mattheou 75' | Asistencia: 120 espectadores Árbitro(s): João Pedro Pinheiro | Asistencia: 120 espectadores Árbitro(s): João Pedro Pinheiro |

| 14 de noviembre de 2016 | Montenegro | 1:2 (0:2) | Croacia                     | Stadion Pod Malim Brdom, Petrovac                        |                                                          |
| 11:00 (UTC+1)           | Krnić 85'  | Reporte   | Špikić 4' · Halilović 45+3' | Asistencia: 75 espectadores Árbitro(s): Daniel Stefański | Asistencia: 75 espectadores Árbitro(s): Daniel Stefański |

| 14 de noviembre de 2016 | Chipre             | 1:0 (1:0) | Islas Feroe | Campo de fútbol de la FSCG, Podgorica                       |                                                             |
| 11:00 (UTC+1)           | Mattheou 5' (pen.) | Reporte   |             | Asistencia: 40 espectadores Árbitro(s): João Pedro Pinheiro | Asistencia: 40 espectadores Árbitro(s): João Pedro Pinheiro |

### Grupo 13
Sede:  Ucrania
| Selección | Pts | PJ | PG | PE | PP | GF | GC | Dif |
| --------- | --- | -- | -- | -- | -- | -- | -- | --- |
| Turquía   | 7   | 3  | 2  | 1  | 0  | 7  | 4  | 3   |
| Ucrania   | 6   | 3  | 2  | 0  | 1  | 6  | 3  | 3   |
| Islandia  | 3   | 3  | 1  | 0  | 2  | 3  | 4  | -1  |
| Letonia   | 1   | 3  | 0  | 1  | 2  | 2  | 7  | -5  |

| 6 de octubre de 2016 | Ucrania                      | 2:0 (0:0) | Islandia | Estadio Kolos, Borýspil                                |                                                        |
| 14:00 (UTC+2)        | Smyrnyi 77' · Shaparenko 82' | Reporte   |          | Asistencia: 221 espectadores Árbitro(s): Ognjen Valjić | Asistencia: 221 espectadores Árbitro(s): Ognjen Valjić |

| 6 de octubre de 2016 | Letonia                         | 2:2 (1:0) | Turquía                  | Estadio Yuvileiny, Bucha                            |                                                     |
| 14:00 (UTC+2)        | Davidenkovs 11' · Saveljevs 65' | Reporte   | Demir 77' · Kahraman 84' | Asistencia: 450 espectadores Árbitro(s): Neil Doyle | Asistencia: 450 espectadores Árbitro(s): Neil Doyle |

| 8 de octubre de 2016 | Ucrania                                    | 3:0 (1:0) | Letonia | Estadio Kolos, Borýspil                              |                                                      |
| 14:00 (UTC+2)        | Alibekov 17' (pen.) 55' (pen.) · Popov 90' | Reporte   |         | Asistencia: 223 espectadores Árbitro(s): Filip Glova | Asistencia: 223 espectadores Árbitro(s): Filip Glova |

| 8 de octubre de 2016 | Turquía                 | 2:1 (1:0) | Islandia      | Estadio Yuvileiny, Bucha                            |                                                     |
| 14:00 (UTC+2)        | Yüksel 10' · Arslan 82' | Reporte   | Andrésson 69' | Asistencia: 400 espectadores Árbitro(s): Neil Doyle | Asistencia: 400 espectadores Árbitro(s): Neil Doyle |

| 11 de octubre de 2016 | Turquía                      | 3:1 (0:1) | Ucrania       | Estadio Kolos, Borýspil                                |                                                        |
| 14:00 (UTC+2)         | Koçaklı 56' 63' · Yüksel 85' | Reporte   | Dubinchak 19' | Asistencia: 400 espectadores Árbitro(s): Ognjen Valjić | Asistencia: 400 espectadores Árbitro(s): Ognjen Valjić |

| 11 de octubre de 2016 | Islandia                       | 2:0 (1:0) | Letonia | Estadio Yuvileiny, Bucha                             |                                                      |
| 14:00 (UTC+2)         | Guðjohnsen 19' · Andrésson 88' | Reporte   |         | Asistencia: 200 espectadores Árbitro(s): Filip Glova | Asistencia: 200 espectadores Árbitro(s): Filip Glova |

### Tabla de terceros puestos
El mejor equipo de los que hayan ocupado el tercer lugar de cada uno de los trece grupos pasó a la Ronda Élite. Para confeccionar la tabla, no se tuvo en cuenta el partido que cada selección disputó con el último de su respectivo grupo. Los siguientes criterios de desempate se aplicaron para determinar la clasificación:
1. Mayor cantidad de puntos obtenidos.
2. Mayor diferencia de goles.
3. Mayor cantidad de goles marcados.
4. Menor cantidad de puntos de juego limpio, calculados con base en la cantidad total de tarjetas amarillas y rojas recibidas en todos los partidos de grupo, contabilizándose:
  - 1 punto por cada tarjeta amarilla;
  - 3 puntos por cada expulsión producto de dos tarjetas amarillas;
  - 3 puntos por cada expulsión producto de una tarjeta roja.
5. Sorteo de la delegación de la UEFA.

| Gr | Selección         | Pts | PJ | PG | PE | PP | GF | GC | Dif |
| -- | ----------------- | --- | -- | -- | -- | -- | -- | -- | --- |
| 8  | Bielorrusia       | 4   | 2  | 1  | 1  | 0  | 2  | 1  | +1  |
| 6  | Gales             | 3   | 2  | 1  | 0  | 1  | 3  | 4  | -1  |
| 1  | Rusia             | 2   | 2  | 0  | 2  | 0  | 3  | 3  | 0   |
| 7  | Suiza             | 1   | 2  | 0  | 1  | 1  | 2  | 3  | -1  |
| 9  | Eslovenia         | 1   | 2  | 0  | 1  | 1  | 2  | 3  | -1  |
| 4  | Albania           | 0   | 2  | 0  | 0  | 2  | 2  | 4  | -2  |
| 3  | Andorra           | 0   | 2  | 0  | 0  | 2  | 2  | 4  | -2  |
| 11 | Irlanda del Norte | 0   | 2  | 0  | 0  | 2  | 0  | 2  | -2  |
| 2  | Rumania           | 0   | 2  | 0  | 0  | 2  | 2  | 5  | -3  |
| 13 | Islandia          | 0   | 2  | 0  | 0  | 2  | 1  | 4  | -3  |
| 5  | Azerbaiyán        | 0   | 2  | 0  | 0  | 2  | 2  | 6  | -4  |
| 10 | Malta             | 0   | 2  | 0  | 0  | 2  | 0  | 5  | -5  |
| 12 | Islas Feroe       | 0   | 2  | 0  | 0  | 2  | 0  | 6  | -6  |

## Ronda Élite

### Sorteo
El sorteo de la Ronda Élite se realizó el 13 de diciembre de 2016 en la sede de la UEFA ubicada en Nyon, Suiza. Los bombos fueron conformados de acuerdo al desempeño de los seleccionados en la Ronda de clasificación. España, que accedió directamente a esta instancia por tener el mayor coeficiente considerado al momento del sorteo de la primera ronda, fue ubicado en el Bombo A. Las 28 selecciones participantes fueron distribuidas en cuatro bombos de siete equipos.
| Bombo A      | Bombo A                                   | Bombo A                                   | Bombo A                                   | Bombo A                                   | Bombo A                                   | Bombo A                                   | Bombo A                                   | Bombo A                                   |
| Selección    | Pts                                       | PJ                                        | PG                                        | PE                                        | PP                                        | GF                                        | GC                                        | Dif                                       |
| ------------ | ----------------------------------------- | ----------------------------------------- | ----------------------------------------- | ----------------------------------------- | ----------------------------------------- | ----------------------------------------- | ----------------------------------------- | ----------------------------------------- |
| España       | Clasificado directamente a la Ronda Élite | Clasificado directamente a la Ronda Élite | Clasificado directamente a la Ronda Élite | Clasificado directamente a la Ronda Élite | Clasificado directamente a la Ronda Élite | Clasificado directamente a la Ronda Élite | Clasificado directamente a la Ronda Élite | Clasificado directamente a la Ronda Élite |
| Alemania     | 9                                         | 3                                         | 3                                         | 0                                         | 0                                         | 12                                        | 2                                         | 10                                        |
| Croacia      | 9                                         | 3                                         | 3                                         | 0                                         | 0                                         | 11                                        | 1                                         | 10                                        |
| Israel       | 9                                         | 3                                         | 3                                         | 0                                         | 0                                         | 9                                         | 2                                         | 7                                         |
| Austria      | 9                                         | 3                                         | 3                                         | 0                                         | 0                                         | 10                                        | 4                                         | 6                                         |
| Suecia       | 9                                         | 3                                         | 3                                         | 0                                         | 0                                         | 8                                         | 2                                         | 6                                         |
| Países Bajos | 9                                         | 3                                         | 3                                         | 0                                         | 0                                         | 7                                         | 1                                         | 6                                         |

| Bombo B         | Bombo B | Bombo B | Bombo B | Bombo B | Bombo B | Bombo B | Bombo B | Bombo B |
| Selección       | Pts     | PJ      | PG      | PE      | PP      | GF      | GC      | Dif     |
| --------------- | ------- | ------- | ------- | ------- | ------- | ------- | ------- | ------- |
| Eslovaquia      | 9       | 3       | 3       | 0       | 0       | 4       | 0       | 4       |
| Francia         | 7       | 3       | 2       | 1       | 0       | 7       | 1       | 6       |
| Turquía         | 7       | 3       | 2       | 1       | 0       | 7       | 4       | 3       |
| Italia          | 7       | 3       | 2       | 1       | 0       | 4       | 2       | 2       |
| Noruega         | 6       | 3       | 2       | 0       | 1       | 12      | 2       | 10      |
| Grecia          | 6       | 3       | 2       | 0       | 1       | 7       | 2       | 5       |
| República Checa | 6       | 3       | 2       | 0       | 1       | 7       | 3       | 4       |

| Bombo C              | Bombo C | Bombo C | Bombo C | Bombo C | Bombo C | Bombo C | Bombo C | Bombo C |
| Selección            | Pts     | PJ      | PG      | PE      | PP      | GF      | GC      | Dif     |
| -------------------- | ------- | ------- | ------- | ------- | ------- | ------- | ------- | ------- |
| Hungría              | 6       | 3       | 2       | 0       | 1       | 6       | 2       | 4       |
| Polonia              | 6       | 3       | 2       | 0       | 1       | 5       | 1       | 4       |
| Inglaterra           | 6       | 3       | 2       | 0       | 1       | 6       | 3       | 3       |
| Ucrania              | 6       | 3       | 2       | 0       | 1       | 6       | 3       | 3       |
| Bosnia y Herzegovina | 6       | 3       | 2       | 0       | 1       | 6       | 4       | 2       |
| Irlanda              | 6       | 3       | 2       | 0       | 1       | 6       | 4       | 2       |
| Serbia               | 6       | 3       | 2       | 0       | 1       | 5       | 3       | 2       |

| Bombo D     | Bombo D | Bombo D | Bombo D | Bombo D | Bombo D | Bombo D | Bombo D | Bombo D |
| Selección   | Pts     | PJ      | PG      | PE      | PP      | GF      | GC      | Dif     |
| ----------- | ------- | ------- | ------- | ------- | ------- | ------- | ------- | ------- |
| Bulgaria    | 6       | 3       | 2       | 0       | 1       | 4       | 2       | 2       |
| Escocia     | 6       | 3       | 2       | 0       | 1       | 2       | 1       | 1       |
| Chipre      | 6       | 3       | 2       | 0       | 1       | 2       | 4       | -2      |
| Finlandia   | 5       | 3       | 1       | 2       | 0       | 9       | 3       | 6       |
| Bélgica     | 5       | 3       | 1       | 2       | 0       | 9       | 4       | 5       |
| Portugal    | 4       | 3       | 1       | 1       | 1       | 3       | 3       | 0       |
| Bielorrusia | 4       | 3       | 1       | 1       | 1       | 2       | 6       | -4      |

1. ↑  El sorteo se realizó antes de que la UEFA otorgara el resultado de 3:0 a favor de Polonia ante Irlanda del Norte.

En cada grupo, los horarios son correspondientes a la hora local del país sede.
     — Clasificados al Campeonato de Europa Sub-19 de la UEFA 2017.

### Grupo 1
Sede:  Países Bajos
| Selección    | Pts | PJ | PG | PE | PP | GF | GC | Dif |
| ------------ | --- | -- | -- | -- | -- | -- | -- | --- |
| Países Bajos | 7   | 3  | 2  | 1  | 0  | 3  | 0  | 3   |
| Grecia       | 4   | 3  | 1  | 1  | 1  | 4  | 3  | 1   |
| Finlandia    | 3   | 3  | 1  | 0  | 2  | 3  | 6  | -3  |
| Ucrania      | 3   | 3  | 1  | 0  | 2  | 3  | 4  | -1  |

| 23 de marzo de 2017 | Países Bajos           | 1:0 (0:0) | Finlandia | Sportpark Marsdijk, Assen                               |                                                         |
| 12:00 (UTC+1)       | Pikkarainen 88' (a.g.) | Reporte   |           | Asistencia: 2 060 espectadores Árbitro(s): Craig Pawson | Asistencia: 2 060 espectadores Árbitro(s): Craig Pawson |

| 23 de marzo de 2017 | Ucrania                     | 2:0 (1:0) | Grecia | Sportpark de Bosk, Harkema                               |                                                          |
| 19:00 (UTC+1)       | Mykolenko 45+2' · Rusyn 49' | Reporte   |        | Asistencia: 200 espectadores Árbitro(s): Srđan Jovanović | Asistencia: 200 espectadores Árbitro(s): Srđan Jovanović |

| 25 de marzo de 2017 | Grecia                                           | 4:1 (0:1) | Finlandia           | Sportpark Marsdijk, Assen                                |                                                          |
| 14:00 (UTC+1)       | Kampetsis 49' 90+2' · Pavlidis 62' · Vrousai 88' | Reporte   | Eremenko 18' (pen.) | Asistencia: 250 espectadores Árbitro(s): Srđan Jovanović | Asistencia: 250 espectadores Árbitro(s): Srđan Jovanović |

| 25 de marzo de 2017 | Países Bajos            | 2:0 (0:0) | Ucrania | Sportpark de Bosk, Harkema                               |                                                          |
| 17:00 (UTC+1)       | Kadıoğlu 80' (pen.) 88' | Reporte   |         | Asistencia: 1 000 espectadores Árbitro(s): Daniyar Sakhi | Asistencia: 1 000 espectadores Árbitro(s): Daniyar Sakhi |

| 28 de marzo de 2017 | Finlandia           | 2:1 (1:0) | Ucrania       | Sportpark de Bosk, Harkema                            |                                                       |
| 17:00 (UTC+2)       | Lappalainen 31' 51' | Reporte   | Yanakov 90+3' | Asistencia: 35 espectadores Árbitro(s): Daniyar Sakhi | Asistencia: 35 espectadores Árbitro(s): Daniyar Sakhi |

| 28 de marzo de 2017 | Grecia | 0:0     | Países Bajos | Sportpark Marsdijk, Assen                               |                                                         |
| 17:00 (UTC+2)       |        | Reporte |              | Asistencia: 3 485 espectadores Árbitro(s): Craig Pawson | Asistencia: 3 485 espectadores Árbitro(s): Craig Pawson |

### Grupo 2
Sede:  Alemania
| Selección  | Pts | PJ | PG | PE | PP | GF | GC | Dif |
| ---------- | --- | -- | -- | -- | -- | -- | -- | --- |
| Alemania   | 9   | 3  | 3  | 0  | 0  | 8  | 1  | 7   |
| Serbia     | 4   | 3  | 1  | 1  | 1  | 1  | 2  | -1  |
| Eslovaquia | 3   | 3  | 1  | 0  | 2  | 5  | 5  | 0   |
| Chipre     | 1   | 3  | 0  | 1  | 1  | 1  | 7  | -6  |

| 23 de marzo de 2017 | Alemania          | 2:1 (1:1) | Chipre       | Stadion am Sommerdamm, Rüsselsheim am Main               |                                                          |
| 11:00 (UTC+1)       | Amenyido 3' 90+3' | Reporte   | Mattheou 16' | Asistencia: 1 102 espectadores Árbitro(s): Tomasz Musiał | Asistencia: 1 102 espectadores Árbitro(s): Tomasz Musiał |

| 23 de marzo de 2017 | Serbia        | 1:0 (0:0) | Eslovaquia | Stadion am Sommerdamm, Rüsselsheim am Main                   |                                                              |
| 16:00 (UTC+1)       | Jovanović 62' | Reporte   |            | Asistencia: 312 espectadores Árbitro(s): Massimiliano Irrati | Asistencia: 312 espectadores Árbitro(s): Massimiliano Irrati |

| 25 de marzo de 2017 | Alemania               | 2:0 (1:0) | Serbia | Sportpark Kelsterbach, Kelsterbach                       |                                                          |
| 11:00 (UTC+1)       | Barkok 44' · Busam 87' | Reporte   |        | Asistencia: 1 651 espectadores Árbitro(s): Bojan Pandžić | Asistencia: 1 651 espectadores Árbitro(s): Bojan Pandžić |

| 25 de marzo de 2017 | Eslovaquia                                            | 5:0 (2:0) | Chipre | Sportpark Kelsterbach, Kelsterbach                     |                                                        |
| 16:00 (UTC+1)       | Tupta 37' 40' · Štefanec 68' · Herc 75' · Dubec 90+1' | Reporte   |        | Asistencia: 155 espectadores Árbitro(s): Tomasz Musiał | Asistencia: 155 espectadores Árbitro(s): Tomasz Musiał |

| 28 de marzo de 2017 | Chipre | 0:0     | Serbia | Stadion am Sommerdamm, Rüsselsheim am Main             |                                                        |
| 17:00 (UTC+2)       |        | Reporte |        | Asistencia: 168 espectadores Árbitro(s): Bojan Pandžić | Asistencia: 168 espectadores Árbitro(s): Bojan Pandžić |

| 28 de marzo de 2017 | Eslovaquia | 0:4 (0:2) | Alemania                               | Frankfurter Volksbank Stadion, Fráncfort del Meno              |                                                                |
| 17:00 (UTC+2)       |            | Reporte   | Hack 5' · Özcan 18' · Amenyido 57' 75' | Asistencia: 1 543 espectadores Árbitro(s): Massimiliano Irrati | Asistencia: 1 543 espectadores Árbitro(s): Massimiliano Irrati |

### Grupo 3
Sede:  Inglaterra
| Selección   | Pts | PJ | PG | PE | PP | GF | GC | Dif |
| ----------- | --- | -- | -- | -- | -- | -- | -- | --- |
| Inglaterra  | 9   | 3  | 3  | 0  | 0  | 11 | 1  | 10  |
| España      | 6   | 3  | 2  | 0  | 1  | 7  | 3  | 4   |
| Noruega     | 3   | 3  | 1  | 0  | 2  | 2  | 6  | -4  |
| Bielorrusia | 0   | 3  | 0  | 0  | 3  | 2  | 12 | -10 |

| 22 de marzo de 2017 | España                                                        | 5:0 (2:0) | Bielorrusia | New Bucks Head, Telford                               |                                                       |
| 15:00 (UTC+1)       | Rodríguez Arnaiz 16' · Gómez Alcón 37' 74' · Mboula 72' 90+2' | Reporte   |             | Asistencia: 35 espectadores Árbitro(s): Bojan Nikolić | Asistencia: 35 espectadores Árbitro(s): Bojan Nikolić |

| 22 de marzo de 2017 | Inglaterra                       | 3:0 (1:0) | Noruega | St George's Park, Burton upon Trent                 |                                                     |
| 15:00 (UTC+1)       | Mount 32' · Edun 47' · Field 55' | Reporte   |         | Asistencia: 162 espectadores Árbitro(s): Erez Papir | Asistencia: 162 espectadores Árbitro(s): Erez Papir |

| 24 de marzo de 2017 | España | 0:3 (0:1) | Inglaterra                                   | St George's Park, Burton upon Trent                      |                                                          |
| 15:00 (UTC+1)       |        | Reporte   | Alexander-Arnold 9' 64' (pen.) · Willock 86' | Asistencia: 232 espectadores Árbitro(s): Bastian Dankert | Asistencia: 232 espectadores Árbitro(s): Bastian Dankert |

| 24 de marzo de 2017 | Noruega               | 2:1 (2:0) | Bielorrusia   | Harrison Park, Leek                                   |                                                       |
| 15:00 (UTC+1)       | Grødem 19' · Ajer 27' | Reporte   | Dichenkov 61' | Asistencia: 36 espectadores Árbitro(s): Bojan Nikolić | Asistencia: 36 espectadores Árbitro(s): Bojan Nikolić |

| 27 de marzo de 2017 | Noruega | 0:2 (0:1) | España                         | Harrison Park, Leek                                     |                                                         |
| 15:00 (UTC+2)       |         | Reporte   | Gómez Alcón 45+2' · Mboula 68' | Asistencia: 67 espectadores Árbitro(s): Bastian Dankert | Asistencia: 67 espectadores Árbitro(s): Bastian Dankert |

| 27 de marzo de 2017 | Bielorrusia   | 1:5 (1:2) | Inglaterra                                                        | St George's Park, Burton upon Trent                 |                                                     |
| 15:00 (UTC+2)       | Mukhamedov 5' | Reporte   | Nmecha 15' · Buckley-Ricketts 24' · Edwards 57' · Willock 61' 74' | Asistencia: 182 espectadores Árbitro(s): Erez Papir | Asistencia: 182 espectadores Árbitro(s): Erez Papir |

### Grupo 4
Sede:  Portugal
| Selección | Pts | PJ | PG | PE | PP | GF | GC | Dif |
| --------- | --- | -- | -- | -- | -- | -- | -- | --- |
| Portugal  | 6   | 3  | 2  | 0  | 1  | 6  | 4  | 2   |
| Croacia   | 4   | 3  | 1  | 1  | 1  | 3  | 2  | 1   |
| Turquía   | 4   | 3  | 1  | 1  | 1  | 2  | 2  | 0   |
| Polonia   | 3   | 3  | 1  | 0  | 2  | 2  | 5  | -3  |

| 23 de marzo de 2017 | Polonia      | 1:0 (0:0) | Turquía | Complexo Desportivo CF Fão, Fão                            |                                                            |
| 15:00 (UTC+1)       | Hołownia 48' | Reporte   |         | Asistencia: 200 espectadores Árbitro(s): Þorvaldur Árnason | Asistencia: 200 espectadores Árbitro(s): Þorvaldur Árnason |

| 23 de marzo de 2017 | Croacia      | 1:2 (1:1) | Portugal                                | Estádio da Capital do Móvel, Paços de Ferreira                 |                                                                |
| 17:00 (UTC+1)       | Ivanušec 28' | Reporte   | Mesaque Dju 8' · João Filipe 90' (a.g.) | Asistencia: 700 espectadores Árbitro(s): Manuel Schüttengruber | Asistencia: 700 espectadores Árbitro(s): Manuel Schüttengruber |

| 25 de marzo de 2017 | Croacia                         | 2:0 (2:0) | Polonia | Estádio do Rio Ave FC, Vila do Conde                    |                                                         |
| 15:00 (UTC+1)       | Kalaica 5' · Brekalo 15' (pen.) | Reporte   |         | Asistencia: 200 espectadores Árbitro(s): Sandro Schärer | Asistencia: 200 espectadores Árbitro(s): Sandro Schärer |

| 25 de marzo de 2017 | Turquía       | 2:1 (0:1) | Portugal  | Estádio da Capital do Móvel, Paços de Ferreira                   |                                                                  |
| 17:00 (UTC+1)       | Özcan 82' 88' | Reporte   | Gomes 15' | Asistencia: 1 000 espectadores Árbitro(s): Manuel Schüttengruber | Asistencia: 1 000 espectadores Árbitro(s): Manuel Schüttengruber |

| 28 de marzo de 2017 | Turquía | 0:0     | Croacia | Estádio Dr. Machado de Matos, Felgueiras                |                                                         |
| 17:00 (UTC+2)       |         | Reporte |         | Asistencia: 120 espectadores Árbitro(s): Sandro Schärer | Asistencia: 120 espectadores Árbitro(s): Sandro Schärer |

| 28 de marzo de 2017 | Portugal                    | 3:1 (1:1) | Polonia        | Estadio Ciudad de Barcelos, Barcelos                       |                                                            |
| 17:00 (UTC+2)       | Sousa 39' 82' · Queirós 75' | Reporte   | Listkowski 29' | Asistencia: 750 espectadores Árbitro(s): Þorvaldur Árnason | Asistencia: 750 espectadores Árbitro(s): Þorvaldur Árnason |

### Grupo 5
Sede:  Francia
| Selección            | Pts | PJ | PG | PE | PP | GF | GC | Dif |
| -------------------- | --- | -- | -- | -- | -- | -- | -- | --- |
| Bulgaria             | 7   | 3  | 2  | 1  | 0  | 6  | 3  | 3   |
| Bosnia y Herzegovina | 4   | 3  | 1  | 1  | 1  | 4  | 4  | 0   |
| Israel               | 3   | 3  | 0  | 3  | 0  | 2  | 2  | 0   |
| Francia              | 1   | 3  | 0  | 1  | 2  | 1  | 4  | -3  |

| 22 de marzo de 2017 | Bosnia y Herzegovina        | 2:0 (1:0) | Francia | Estadio Jules Ladoumègue, Romorantin-Lanthenay             |                                                            |
| 16:00 (UTC+1)       | Demirović 40' · Ćavar 90+2' | Reporte   |         | Asistencia: 2 250 espectadores Árbitro(s): Demetris Masias | Asistencia: 2 250 espectadores Árbitro(s): Demetris Masias |

| 22 de marzo de 2017 | Israel       | 1:1 (0:0) | Bulgaria    | Stade municipal des Allées Jean Leroi, Blois                   |                                                                |
| 19:00 (UTC+1)       | Abu Fani 56' | Reporte   | Genchev 85' | Asistencia: 457 espectadores Árbitro(s): José Sánchez Martínez | Asistencia: 457 espectadores Árbitro(s): José Sánchez Martínez |

| 24 de marzo de 2017 | Israel       | 1:1 (1:1) | Bosnia y Herzegovina | Estadio Jules Ladoumègue, Romorantin-Lanthenay       |                                                      |
| 16:30 (UTC+1)       | Abu Fani 18' | Reporte   | Mustedanagić 3'      | Asistencia: 452 espectadores Árbitro(s): Ádam Farkas | Asistencia: 452 espectadores Árbitro(s): Ádam Farkas |

| 24 de marzo de 2017 | Francia   | 1:2 (0:1) | Bulgaria                   | Stade municipal des Allées Jean Leroi, Blois               |                                                            |
| 19:00 (UTC+1)       | Diaby 66' | Reporte   | Krastev 14' · Yordanov 56' | Asistencia: 1 828 espectadores Árbitro(s): Demetris Masias | Asistencia: 1 828 espectadores Árbitro(s): Demetris Masias |

| 27 de marzo de 2017 | Francia | 0:0     | Israel | Stade municipal des Allées Jean Leroi, Blois                     |                                                                  |
| 19:00 (UTC+2)       |         | Reporte |        | Asistencia: 1 450 espectadores Árbitro(s): José Sánchez Martínez | Asistencia: 1 450 espectadores Árbitro(s): José Sánchez Martínez |

| 27 de marzo de 2017 | Bulgaria                            | 3:1 (3:0) | Bosnia y Herzegovina | Estadio municipal, Vineuil                           |                                                      |
| 19:00 (UTC+2)       | Rusev 4' (pen.) · Krastev 29' 45+1' | Reporte   | Demirović 64'        | Asistencia: 428 espectadores Árbitro(s): Ádam Farkas | Asistencia: 428 espectadores Árbitro(s): Ádam Farkas |

### Grupo 6
Sede:  República Checa
| Selección       | Pts | PJ | PG | PE | PP | GF | GC | Dif |
| --------------- | --- | -- | -- | -- | -- | -- | -- | --- |
| República Checa | 9   | 3  | 3  | 0  | 0  | 6  | 1  | 5   |
| Hungría         | 6   | 3  | 2  | 0  | 1  | 6  | 4  | 2   |
| Austria         | 3   | 3  | 1  | 0  | 2  | 4  | 5  | -1  |
| Escocia         | 0   | 3  | 0  | 0  | 3  | 1  | 5  | -4  |

| 23 de marzo de 2017 | Austria                                             | 3:0 (1:0) | Escocia | Letná Stadion, Zlín                                                 |                                                                     |
| 11:00 (UTC+1)       | Arase 8' · Jakupović 65' (pen.) · Lovrić 79' (pen.) | Reporte   |         | Asistencia: 154 espectadores Árbitro(s): Charalambos Kalogeropoulos | Asistencia: 154 espectadores Árbitro(s): Charalambos Kalogeropoulos |

| 23 de marzo de 2017 | Hungría     | 1:2 (0:2) | República Checa        | Estadio de la Ciudad Miroslava Valenty, Uherské Hradiště |                                                          |
| 17:00 (UTC+1)       | Csernik 58' | Reporte   | Lingr 16' · Turyna 27' | Asistencia: 514 espectadores Árbitro(s): Laurent Kopriwa | Asistencia: 514 espectadores Árbitro(s): Laurent Kopriwa |

| 25 de marzo de 2017 | Austria     | 1:3 (1:2) | Hungría                                      | Estadio de la Ciudad Miroslava Valenty, Uherské Hradiště       |                                                                |
| 11:00 (UTC+1)       | Sahanek 22' | Reporte   | Tömösvári 36' · A. Bíró 44' · L. Szabó 90+3' | Asistencia: 132 espectadores Árbitro(s): Manfredas Lukjančukas | Asistencia: 132 espectadores Árbitro(s): Manfredas Lukjančukas |

| 25 de marzo de 2017 | República Checa    | 1:0 (0:0) | Escocia | Letná Stadion, Zlín                                        |                                                            |
| 17:00 (UTC+1)       | Šašinka 78' (pen.) | Reporte   |         | Asistencia: 1 394 espectadores Árbitro(s): Laurent Kopriwa | Asistencia: 1 394 espectadores Árbitro(s): Laurent Kopriwa |

| 28 de marzo de 2017 | Escocia             | 1:2 (0:1) | Hungría                           | Letná Stadion, Zlín                                           |                                                               |
| 19:00 (UTC+2)       | Johnston 74' (pen.) | Reporte   | B. Bíró 35' · B. Szabó 87' (pen.) | Asistencia: 69 espectadores Árbitro(s): Manfredas Lukjančukas | Asistencia: 69 espectadores Árbitro(s): Manfredas Lukjančukas |

| 28 de marzo de 2017 | República Checa                               | 3:0 (1:0) | Austria | Estadio de la Ciudad Miroslava Valenty, Uherské Hradiště              |                                                                       |
| 19:00 (UTC+2)       | Sahanek 2' (a.g.) · Mareček 76' · Sadílek 89' | Reporte   |         | Asistencia: 1 734 espectadores Árbitro(s): Charalambos Kalogeropoulos | Asistencia: 1 734 espectadores Árbitro(s): Charalambos Kalogeropoulos |

### Grupo 7
Sede:  Bélgica
| Selección | Pts | PJ | PG | PE | PP | GF | GC | Dif |
| --------- | --- | -- | -- | -- | -- | -- | -- | --- |
| Suecia    | 6   | 3  | 2  | 0  | 1  | 5  | 2  | 3   |
| Irlanda   | 6   | 3  | 2  | 0  | 1  | 3  | 3  | 0   |
| Bélgica   | 4   | 3  | 1  | 1  | 1  | 3  | 3  | 0   |
| Italia    | 1   | 3  | 0  | 1  | 2  | 1  | 4  | -3  |

| 23 de marzo de 2017 | Suecia        | 1:2 (1:1) | Bélgica                   | Freethiel Stadion, Beveren                                 |                                                            |
| 16:00 (UTC+1)       | Ingelsson 17' | Reporte   | Verstraete 37' · Rigo 82' | Asistencia: 850 espectadores Árbitro(s): François Letexier | Asistencia: 850 espectadores Árbitro(s): François Letexier |

| 23 de marzo de 2017 | Irlanda                          | 2:0 (1:0) | Italia | Estadio municipal Vigor Wuitens, Hamme                    |                                                           |
| 19:00 (UTC+1)       | Levingston 34' · Hale 73' (pen.) | Reporte   |        | Asistencia: 400 espectadores Árbitro(s): Nikola Dabanović | Asistencia: 400 espectadores Árbitro(s): Nikola Dabanović |

| 25 de marzo de 2017 | Suecia                                 | 3:0 (1:0) | Irlanda | Freethiel Stadion, Beveren                                    |                                                               |
| 14:00 (UTC+1)       | Ingelsson 25' · Sabovic 53' · Isak 73' | Reporte   |         | Asistencia: 175 espectadores Árbitro(s): George Cătălin Găman | Asistencia: 175 espectadores Árbitro(s): George Cătălin Găman |

| 25 de marzo de 2017 | Italia       | 1:1 (0:0) | Bélgica     | Estadio municipal Vigor Wuitens, Hamme                    |                                                           |
| 15:00 (UTC+1)       | Maggiore 90' | Reporte   | Verreth 80' | Asistencia: 800 espectadores Árbitro(s): Nikola Dabanović | Asistencia: 800 espectadores Árbitro(s): Nikola Dabanović |

| 28 de marzo de 2017 | Italia | 0:1 (0:0) | Suecia       | Estadio municipal Vigor Wuitens, Hamme                     |                                                            |
| 19:00 (UTC+2)       |        | Reporte   | Gyökeres 69' | Asistencia: 150 espectadores Árbitro(s): François Letexier | Asistencia: 150 espectadores Árbitro(s): François Letexier |

| 28 de marzo de 2017 | Bélgica | 0:1 (0:1) | Irlanda         | Freethiel Stadion, Beveren                                      |                                                                 |
| 19:00 (UTC+2)       |         | Reporte   | Faes 21' (a.g.) | Asistencia: 1 200 espectadores Árbitro(s): George Cătălin Găman | Asistencia: 1 200 espectadores Árbitro(s): George Cătălin Găman |

## Clasificados
| Bandera de Georgia | Bandera de los Países Bajos | Bandera de Alemania | Bandera de Inglaterra | Bandera de Portugal | Bandera de Bulgaria | Bandera de República Checa | Bandera de Suecia |
| Georgia            | Países Bajos                | Alemania            | Inglaterra            | Portugal            | Bulgaria            | República Checa            | Suecia            |
| Anfitrión          | 1.º Grupo 1                 | 1.º Grupo 2         | 1.º Grupo 3           | 1.º Grupo 4         | 1.º Grupo 5         | 1.º Grupo 6                | 1.º Grupo 7       |

## Máximos goleadores
5 goles
| - Lassi Lappalainen - Birk Risa | - Nathan Broadhead |

4 goles
| - Arnel Jakupović - Matthias Verreth | - Trent Alexander-Arnold - Etienne Amenyido |